# 최연제
최연제(1969년 5월 18일 ~ )는 대한민국의 전 가수이자 미국 침구사 박사, 개업중이다.

## 생애
1992년 1집 《소중한 기억》으로 데뷔하였다. 너의 마음을 내게 준다면, 너를 잊을 수 없어 등의 히트곡을 남겼다. 배우 선우용여의 장녀이다. 2001년 정규 4집을 끝으로 미국에서 침구사로 활동 중이다. 미국으로 가는 비행기편의 탑승을 진행하며 남편이 통로를 지나가다 앉아있던 최연제에게 반해서 조심스럽게 마음을 전하기 시작하며 결혼을 하게 된다.

## 학력
- Beverly Hills High School 베버리힐즈 고등학교 졸업
- Cornish College of the Arts 졸업
- YoSan University MATCM 졸업
- 요산대학교 대학원 여성건강전문학 박사

## 수상 경력
- 1993년 KBS가요대상 본상 및 신인 가수상
- 1993년 하이원 서울가요대상 신인상
- 1993년 골든디스크상 SKC인기 가수상

## 앨범
- 1집 《소중한 기억》 (1992년)
- 2집 《I Love For Ever》 (1994년)
- 3집 《Pure & Simple Heart》 (1997년)
- 4집 《Mind Control》 (2001년)

## 방송
- 2019년 11월 29일 JTBC 《투유 프로젝트 - 슈가맨 시즌3》
- 2019년 12월 3일 ~  TV조선 《아내의 맛》

## 같이 보기
- 엄정화
- 이소라
- 박미경
- 신효범
- 이상은
- 나현희